# Sakho & Mangane
Sakho & Mangane est une série télévisée policière sénégalaise en huit épisodes de 52 minutes créée par Jean Luc Herbulot, et diffusée sur Canal + Afrique. Depuis janvier 2021, cette série est disponible sur Netflix.

## Synopsis
Deux policiers aux caractères opposés forment équipe à Dakar. Le commandant Sakho est plus âgé, plus calme. Mangane est un jeune inspecteur impétueux et souvent violent. Ils enquêtent sur des crimes flirtant avec le paranormal, sous la direction de Mama Ba, la première femme à diriger un commissariat. 
Lors de la première enquête, une ethnologue belge est retrouvée morte sur une île sacrée des Lébous.

## Distribution

### Acteurs principaux
- Yann Gael : Lieutenant Basile Mangane
- Issaka Sawadogo : Commandant Souleymane Sakho
- Christiane Dumont : Mama Ba
- Fatou-Elise Ba : Antoinette
- Ricky Tribord : Pape
- Ndiaga Mbow : Mouss
- Khalima Gadji : Awa
- Christophe Guybet : Toubab

### Acteurs secondaires
- Ladj Ly : Victor
- Marielle Salmier : Professeure Thiam
- Babacar Oualy : Adbou
- Canabasse : Canabasse

## Fiche technique
- Création : Jean Luc Herbulot
- Réalisation : Jean Luc Herbulot, Toumani Sangaré, Hubert Laba Ndao
- Scénario : Samantha Biffot, Guy Foumane, Jean Luc Herbulot, Olivier Messa, Raymond Ngoh, Diomaye Augustin Ngom, Yann Gael, Alain Patteta
- Idée Originale : Philippe Niang
- Direction Artistique : Jean Luc Herbulot
- Assistante Direction Artistique : Mariam Lee Abounouom
- Photographie : Gregory Turbellier, Nourou Sarr
- Montage : Khaly Fall, Jean Luc Herbulot, Lamana Seck
- Musique : Huldrych Engone
- Production : Alexandre Rideau
- Production exécutive : Pascal Storennat
- Accessoiriste : Mansour Gueye
- Pays d'origine :  Sénégal
- Langue originale : Français, Wolof
- Format : couleur
- Genre : Série policière
- Durée : 52 minutes
- Sortie : 2019

## Production

### Tournage
Le tournage de la première saison a lieu à Dakar au Sénégal